# Liste der Orte im Kreis Bacău

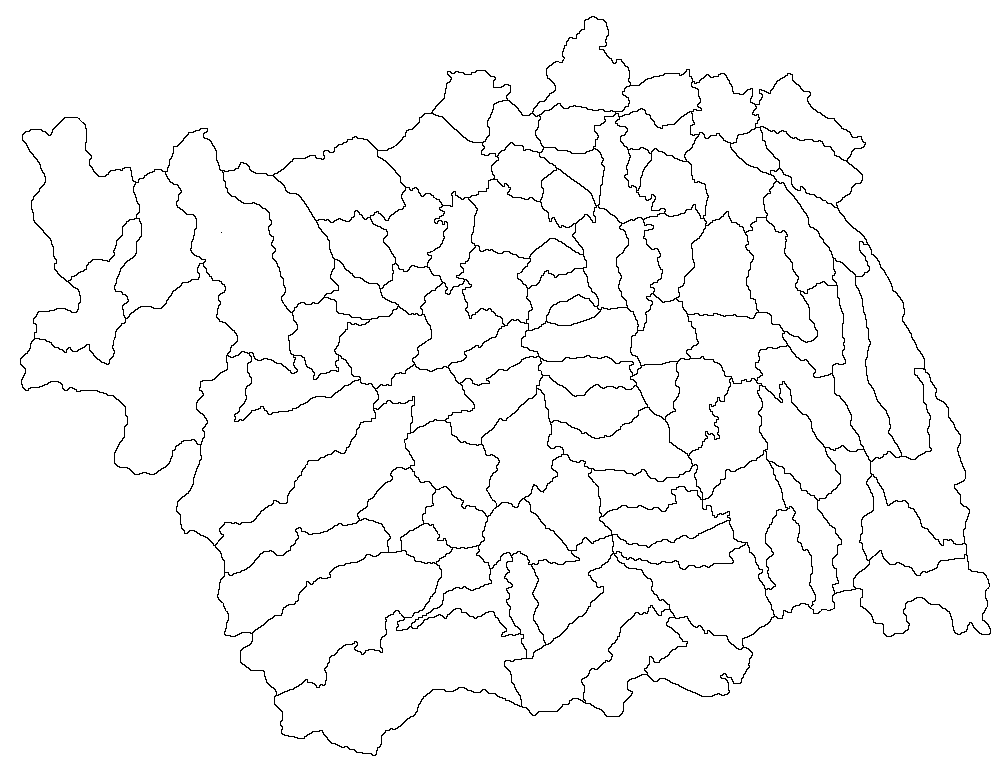
Gemeinden des Kreises Bacău

Der Kreis Bacău in Rumänien besteht aus offiziell 510 Ortschaften. Davon haben 8 den Status einer Stadt, 85 den einer Gemeinde. Die übrigen sind administrativ den Städten und Gemeinden zugeordnet.

## Städte
| - Bacău - Buhuși - Comănești | - Dărmănești - Moinești - Onești | - Slănic-Moldova - Târgu Ocna |

## Gemeinden
| - Agăș - Ardeoani - Asău - Balcani - Bârsănești - Berești-Bistrița - Berești-Tazlău - Berzunți - Blăgești - Bogdănești - Brusturoasa - Buciumi - Buhoci - Cașin - Căiuți - Cleja - Colonești - Corbasca - Coțofănești - Dămienești - Dealu Morii - Dofteana - Faraoani - Filipeni - Filipești - Găiceana - Gârleni - Ghimeș-Făget (Gemeindesitz: Făget) - Gioseni | - Glăvănești - Gura Văii - Helegiu - Hemeiuș - Huruiești - Horgești - Itești - Izvoru Berheciului - Letea Veche - Lipova - Livezi - Luizi-Călugăra - Măgirești - Măgura - Mănăstirea Cașin - Mărgineni - Motoșeni - Negri - Nicolae Bălcescu - Odobești - Oituz - Oncești - Orbeni - Palanca - Parava - Pâncești - Parincea - Pârgărești | - Pârjol - Plopana - Podu Turcului - Poduri - Prăjești - Racova - Răcăciuni - Răchitoasa - Roșiori - Sascut - Sănduleni - Sărata - Săucești - Scorțeni - Secuieni - Solonț - Stănișești - Ștefan cel Mare - Strugari - Tamași - Tătărăști - Târgu Trotuș - Traian - Ungureni - Urechești - Valea Seacă - Vultureni - Zemeș |

## A
| - Albele - Antohești | - Apa Asău | - Arini |

## B
| - Băcioiu - Bâclești - Bahna - Băhnășeni - Băimac - Bălaia - Bălăneasa - Bălănești (Dealu Morii) - Bălănești (Podu Turcului) - Bâlca - Balotești - Bălțata - Bălușa - Banca - Barați - Bărboasa - Barcana - Barna - Bărnești - Bărtășești - Bârzulești - Băsăști - Bazga | - Belciuneasa - Beleghet - Benești - Berbinceni - Berești - Bibirești - Bijghir - Blaga - Blidari - Boanța - Boboș - Bodeasa - Bogata - Bogdan Vodă - Bogdana - Bogdănești (Scorțeni) - Bogdănești (Traian) - Boiștea - Boiștea de Jos - Bolătău - Bolovăniș - Borșani | - Borzești - Bosia - Boșoteni - Bostănești - Bota - Botești - Brad (Berești-Bistrița) - Brad (Filipeni) - Brad (Negri) - Brătești - Brătila - Buchila - Bucșa - Bucșești - Buda (Berzunți) - Buda (Blăgești) - Buda (Răchitoasa) - Budești - Buhocel - Burdusaci - Buruieniș - Buruienișu de Sus |

## C
| - Căbești - Cădărești - Calapodești - Călcâi - Călinești - Călini - Călugăreni - Camenca - Câmpeni - Capăta - Căpotești - Caraclău - Cârligi - Căuia - Cerdac - Cernu - Cetățuia | - Chetreni - Chetriș - Chicerea - Chilia Benei - Chiticeni - Ciobănuș - Cireșoaia - Ciucani - Ciugheș - Ciumași - Ciuturești - Climești - Cociu - Coman - Conțești - Cornățel - Cornățelu | - Cornești - Cornet - Cornii de Jos - Cornii de Sus - Coșnea - Costei - Coteni - Cotu Grosului - Cotumba - Crăiești - Crihan - Cuchiniș - Cucova - Cucuieți (Dofteana) - Cucuieți (Solonț) - Curița |

## D
| - Dădești - Dănăila - Dărmăneasca - Dealu Mare - Dealu Perjului - Deleni - Diaconești | - Dieneț - Dorneni (Plopana) - Dorneni (Vultureni) - Dorofei - Dospinești - Dragomir - Drăgești (Dămienești) | - Drăgești (Tătărăști) - Drăgugești - Drăgușani - Dumbrava (Berești-Bistrița) - Dumbrava (Gura Văii) - Dumbrava (Răchitoasa) |

## E
| - Enăchești |

## F
| - Făget - Făgețel - Făgetu de Sus - Făghieni - Fântânele (Hemeiuș) - Fântânele (Motoșeni) - Farcașa - Ferestrău-Oituz - Fichitești | - Filipești (Bogdănești) - Florești (Căiuți) - Florești (Huruiești) - Florești (Scorțeni) - Frumoasa - Frumușelu - Fruntești - Fulgeriș | - Fundătura - Fundătura Răchitoasa - Fundeni - Fundoaia - Fundu Răcăciuni - Fundu Tutovei - Fundu Văii - Furnicari |

## G
| - Galbeni (Filipești) - Galbeni (Nicolae Bălcescu) - Galeri - Gârla Anei - Gârlenii de Sus - Gâșteni - Găzărie - Gheorghe Doja | - Gherdana - Ghilăvești - Ghimeș - Ghionoaia - Giurgeni - Giurgioana - Glodișoarele - Godineștii de Jos | - Godineștii de Sus - Goioasa - Gorghești - Grădești - Grigoreni - Gura Crăiești - Gura Văii (Racova) - Gutinaș |

## H
| - Hăghiac (Dofteana) - Hăghiac (Răchitoasa) - Hăineala - Hălmăcioaia - Hângănești | - Hanța - Hârja - Hârlești - Heltiu - Hemieni | - Hertioana de Jos - Hertioana-Răzeși - Holt - Huțu |

## I
| - Iaz | - Ilieși | - Ițcani |

## L
| - Lapoș - Larga - Lărguța - Lehancea - Leontinești | - Lespezi - Lichitișeni - Lilieci - Ludași | - Lunca Asău - Lunca Dochiei - Luncani - Lupești |

## M
| - Magazia - Mâgla - Mâlosu - Mărăscu - Mărăști - Mărcești | - Marginea (Buhuși) - Marginea (Oituz) - Marvila - Mateiești - Medeleni - Mileștii de Jos | - Mileștii de Sus - Misihănești - Motoc - Motocești - Movilița - Muncelu |

## N
| - Nadișa - Nănești - Năstăseni | - Nazărioaia - Negoiești - Negreni | - Negulești - Negușeni - Nicorești |

## O
| - Obârșia - Ocheni - Onceștii Vechi | - Onișcani - Oprișești - Orășa | - Osebiți - Oțelești |

## P
| - Pădureni (Berești-Bistrița) - Pădureni (Dămienești) - Pădureni (Filipeni) - Pădureni (Izvoru Berheciului) - Pădureni (Mărgineni) - Păgubeni - Pajiștea - Păltinata - Păltiniș - Păncești - Pârâu Boghii - Pârvulești - Perchiu - Petrești - Petricica | - Plopu (Dărmănești) - Plopu (Podu Turcului) - Podei - Podiș - Pogleț - Poiana (Colonești) - Poiana (Livezi) - Poiana (Mărgineni) - Poiana (Motoșeni) - Poiana (Negri) - Poiana Negustorului - Poiana Sărată - Poieni (Parincea) - Poieni (Roșiori) - Poieni (Târgu Ocna) | - Popeni - Popești - Popoiu - Praja - Prădaiș - Prăjești (Măgirești) - Prăjoaia - Pralea - Preluci - Prisaca - Prohozești - Pustiana - Putini - Putredeni |

## R
| - Răcătău-Răzeși - Răcătău de Jos - Răcăuți - Răchitiș - Răchitișu - Răcușana - Rădeana | - Rădoaia - Radomirești - Răstoaca - Răzeșu - Recea - Reprivăț - Rogoaza | - Românești - Rotăria - Runcu - Rusenii Răzeși - Rusenii de Sus - Ruși-Ciutea |

## S
| - Sălătruc - Sărata (Solonț) - Sârbi - Sascut-Sat - Satu Nou (Colonești) - Satu Nou (Lipova) - Satu Nou (Oncești) - Satu Nou (Parincea) - Satu Nou (Pârgărești) - Satu Nou (Urechești) - Scăriga - Scărișoara - Schineni (Sascut) - Schineni (Săucești) | - Schitu Frumoasa - Scurta - Scutaru - Seaca - Șendrești - Șerbești - Șerpeni - Șesuri - Siretu (Letea Veche) - Siretu (Săucești) - Slobozia (Filipeni) - Slobozia (Onești) - Slobozia (Stănișești) - Slobozia (Urechești) | - Slobozia Nouă - Soci - Sohodol - Sohodor - Somușca - Spria - Stănești - Ștefan Vodă - Stejaru - Straja - Străminoasa - Stufu - Sulța - Șurina |

## T
| - Țâgâra - Tămășoaia - Tărâța - Țârdenii Mari - Tărhăuși - Tarnița - Taula | - Tăvădărești - Teiuș - Temelia - Țepoaia - Tescani - Țigănești - Tisa | - Tisa-Silvestri - Tochilea - Tomozia - Trebeș - Turluianu - Tuta |

## U
| - Ungureni (Tătărăști) | - Ursoaia |

## V
| - Vâlcele (Corbasca) - Vâlcele (Târgu Ocna) - Valea Arinilor - Valea Boțului - Valea Budului - Valea Caselor - Valea Fânațului - Valea Hogei - Valea lui Ion - Valea Lupului - Valea Mare (Colonești) | - Valea Mare (Roșiori) - Valea Mărului - Valea Merilor - Valea Mică (Cleja) - Valea Mică (Roșiori) - Valea Moșneagului - Valea Nacului - Valea Salciei - Valea Seacă (Nicolae Bălcescu) - Valea Șoșii | - Văleni (Parincea) - Văleni (Secuieni) - Văleni (Stănișești) - Vermești - Verșești - Viforeni - Viișoara (Ștefan cel Mare) - Viișoara (Târgu Trotuș) - Vladnic - Vrânceni |

## Z
| - Zăpodia (Colonești) | - Zăpodia (Traian) | - Zlătari |